# Błatnica (rzeka)
Błatnica (bułg. Блатница) – rzeka w południowej Bułgarii. Do 1934 roku nazywała się Azmak.
Rzeka swój bieg zaczyna w Syrnenej Gorze a uchodzi do Sazlijki nieopodal miasta Radnewo. Rzeka ma 54 km długości, jej dorzecze zajmuje powierzchnię 656,3 km²..